# 村岡慶二
村岡 慶二（むらおか けいじ、1922年2月20日 - 2002年1月19日）は、日本の実業家。エースコックの創業者。大阪府大阪市出身。

## 経歴・人物
1945年に今宮中学校を卒業。1954年にビスケット製造販売を創業し、社長に就任し、1959年には即席麺製造にも参入。1994年3月には会長に就任。
2002年1月19日肺炎のために死去。79歳没。